# 中井忍
中井 忍（なかい しのぶ）は、京都市在住のライターである。

## 来歴
大学卒業後、京都の企業に勤務したのち東京の出版社に移ったが、1994年に京都に戻った。
タウン誌「Leaf」（マーケティングサービスにより1996年4月から刊行）の編集長を務めたことがある。雇われて数カ月間のみ、2人目の編集長となった。
一方、1999年4月には、京都・木屋町でバー「ママカメ」を開店した。
その後はフリーのライターとして活動している。
外食や外酒を年間300日以上行っている。京都では1万軒以上の飲食店を取材している。

## 著書
- まるごと京野菜 からだがよろこぶ京都ブランド<京都ソムリエ> (京都ソムリエシリーズ)[5]
- 京都 和こもの帖[6]
- 京都外食手帖 毎日行きたい100<京都ソムリエ> (キョウトソムリエ)[7]
- それからの香港 (京都書院アーツコレクション)
- あの人に贈りたい、京都おもてなしの逸品<京都ソムリエ> (京都ソムリエシリーズ)
- 京都 私の三ツ星レストラン 食通おすすめの一皿<京都ソムリエ> (キョウトソムリエ)
- 心づくしの逸品京の手みやげ (Do楽Books)
- 京の一生もん (みやこの御本) -「おしゃれ」から「台所」まで72品
- 京都花街の名店　芸舞妓さんが通う粋なお店 (キョウトソムリエ)
- 京都女子酒場　心地よいお酒と料理のお店 (キョウトソムリエ) 青幻社 2010年
女性が1人で行きやすい京都のバーや居酒屋を紹介している[1]。